# Karin Göransdotter (Gyllenstierna)
Karin Göransdotter (Gyllenstierna), dödsår okänt (mellan 1602 och 1605), var en svensk hovfunktionär. Hon var hovmästarinna hos drottning Katarina Jagellonica och sedan hos prinsessan Anna.

## Biografi
Karin var dotter till riksrådet Göran Eriksson (Gyllenstierna) på Fogelvik (–1575) och Kerstin Nilsdotter (Grip) (–1538). Hon gifte sig med Nils Månsson (Natt och Dag). Vigseln ägde rum hösten 1553 och var ett dubbelbröllop där även Karins bror Erik gifte sig med Nils' syster Anna (död 1555). Paret bodde på Säby sätesgård. Redan år 1554 blev hon änka, och fick sonen Nils Nilsson (Natt och Dag) postumt efter makens död.
År 1566 trolovades hon med riddaren och riksrådet Ivar Ivarsson (Liljeörn). Han mördades av kung Eriks drabanter under Sturemorden i Uppsala 1567, innan de hade genomgått en vigselceremoni. Paret fick en son, Ivar Ivarsson. Karin Göransdotter var efter sin trolovades död engagerad i en arvstvist som varade i resten av hennes liv. Eftersom äktenskapet inte ansågs fullgånget drogs hon in i en arvstvist med makens släktingar, hans halvsyskon Claes Hansson (Bielkenstierna) och Kerstin Hansdotter (Bielkenstierna). År 1587 avgjorde kungen att trolovningen var giltig och gällde som äktenskap med arvsrätt, något som slutligen bekräftades 1590. Hennes son Ivar avled dock samma år, och därefter gällde tvisten endast hennes och inte hans arv. Hon bistods i tvisten av sin äldste son Nils, som vid kröningen 1594 fick biskoparnas bekräftelse på hennes arvsrätt. 1602 begärde den andra parten i målet, Axel Ryning och Göran Claesson, bekräftelse på att äktenskapet varit giltigt, något de fick och påstod sig acceptera. År 1605 krävde Göran Claesson ed från Nils om att moderns äktenskap varit giltigt. Det framgår inte hur målet avlöpte, men det är bekräftat att Nils i vilket fall som helst behöll kontrollen över Ivars gods.
Karin Göransdotter var verksam inom godsdrift på hög skala. Hon förvaltade sin son Nils egendom Säby från makens död 1554 fram till att Nils förklarades myndig 1573. Hon ägde även godset Strömsta efter sin make, och hade ansvaret för Vistbo fjärde under samma tid. Senast vid sonen Nils giftermål 1579 anses hon ha flyttat till godset Visbohammar. Hon ägde cirka åttio gårdar efter sin svärfar och sextio gårdar efter sin far i olika delar av landet.
Karin Göransdotter hade även en karriär vid hovet. Hon innehade ämbetet som hovmästarinna hos drottning Katarina Jagellonica, vilket gjorde henne till föreståndare och överhuvud för den kvinnliga hovpersonalen. Hennes farbrors maka Marina Nilsdotter (Grip) hade också varit hovmästarinna. Karin avlönades med 100 daler, två klänningar och tre läst spannmål till ett värde av 330 daler. En källa uppger att hon fick detta ämbete år 1568 Andra källor uppger dock att Elsa Axelsdotter (Posse) blev hovmästarinna år 1569. I alla händelser var hon hovmästarinna vid Katarina Jagellonicas död år 1583, och fick sedan samma tjänst hos dennas dotter, prinsessan Anna. Hon bekräftas som Annas hovmästarinna år 1587. Detta är även samma år som drottning Gunilla Bielkes första bekräftade hovmästarinna nämns. Det är känt att Anna 1587-89 befann sig i Polen, och att hon år 1591 fick en ny hovmästarinna, Margareta Brahe. Hennes son fick hovkontakter genom hennes position och tjänstgjorde som överhovmästare hos drottningarna Gunilla Bielke och Kristina av Holstein-Gottorp, och hennes sondotter Christina Nilsdotter (Natt och Dag) var fostermoder åt drottning Kristina.
Det är inte känt när Karin avled. Utifrån hur hon omnämns i arvstvisten, var hon fortfarande vid liv år 1602, där hennes son företrädde henne i arvstvisten. Tre år senare omnämns hon i dokumenten som "saling fru Karin Gyldenstierne", och hon var alltså död senast år 1605.